# Pabellón de Arteaga
Pabellón de Arteaga Mexikó Aguascalientes államában található település, az azonos nevű község központja, mintegy 29 000 lakosa van.

## Története
A települést 1929-ben alapították az innen 15 km-re nyugatra fekvő Presa Plutarco Elías Calles víztározó építésén dolgozó munkások. A folyamatosan növekedő, tervszerűen épített település köré 1964. május 6-án megszervezték az önálló községet, ekkor a város neve Villa General José de la Peña María Arteaga lett, José María Arteaga 19. századi nemzeti hős emlékére.

## Földrajz
A város a Nyugati-Sierra Madre hegység nyúlványaitól keletre fekvő fennsíkon terül el, körülbelül 1900–1910 méteres tengerszint feletti magasságban. Határában halad el Mexikó egyik legfontosabb közlekedési útvonala, a 45-ös főút. Az éves átlaghőmérséklet 18 °C körül van, csapadék kevés hull, de az éghajlat nem szélsőségesen száraz: az éves átlag kb. 440 mm. Nyáron inkább délnyugati, ősszel északkeleti szelek fújnak.

## Népesség
A település népessége viszonylag gyorsan nő:
| Év   | Lakosság |
| ---- | -------- |
| 1990 | 18 364   |
| 1995 | 21 974   |
| 2000 | 24 195   |
| 2005 | 26 797   |
| 2010 | 28 633   |

## Turizmus, látnivalók
Történelmi műemlékei nincsenek, temploma 1946-ban épült, benne José de Alcívar a Guadalupei Miasszonyunkat ábrázoló festménye a legfőbb érdekesség. A városban egy sportmúzeum is működik.
Legfontosabb rendezvénye a november 20-án tartott népművészeti fesztivál, főként az állattenyésztéssel és a textiliparral kapcsolatos bemutatókkal. Május 14-én pedig a város alapítását ünneplik.